# Jean Sarrasin
Jean Sarrasin (auch Sarrazin; lateinisch Johannes Sarracenus; † 1275) war ein Hofbeamter des französischen Königs Ludwig IX. der Heilige.

## Leben
Er stammte aus einer großbürgerlichen Familie in Paris, war der Enkel von Pierre Sarrazin, einem Schreiber des Königs. Er war anfangs Buchhalter bei Alfons von Poitiers, bevor er in den Dienst des Königs trat, den er auf dem Kreuzzug nach Ägypten (1248–1254) begleitete. Später war er für die Abrechnung des königlichen Haushalts zuständig, die Wachstafeln, die als Entwürfe für das Jahr 1256/57 dienten, sind erhalten geblieben. 1258 wird er genannt, als er im Auftrag der Krone Geldgeschäfte mit dem Templerorden in Paris abwickelte.
Er heiratete Agnès, die Witwe des 1269 verstorbenen Étienne Barbette (I.), dessen beiden Söhne Étienne Barbette (II.) und Jean Barbette (I.) er mit seinen beiden Töchtern Pétronille und Jacqueline verheiratete, was allerdings voraussetzt, dass diese aus einer früheren Ehe Jean Sarrazins stammen. Vermutlich hatte er auch einen Sohn unbekannten Namens aus seiner ersten Ehe, der Jeanne Pizdoue heiratete, und deren Sohn Jean Kammerdiener des Königs und 1298–1304 Échevin von Paris war.
1270 wurde er Chambellan du Roi. Er starb 1275.

## Brief an Nicolas Arrode
Auf dem Kreuzzug nach Ägypten schrieb er wenige Tage nach der Eroberung von Damiette einen auf den 23. Juni 1249 datierten Brief an Nicolas Arrode, einen mit ihm befreundeten Pariser Bürger. Diesen Brief verfasste er auf Französisch, womit dieser einer der frühsten Zeugnisse überhaupt für die zunehmende Durchsetzung der französischen Schrift gegenüber dem Latein in der Privatkorrespondenz der höheren Gesellschaftsschicht Frankreichs ist. Sarrasin beschrieb darin den Kreuzzugsverlauf von dessen Beginn in Aigues-Mortes (August 1248) bis zur Einnahme der ägyptischen Hafenstadt Damiette (Anfang Juni 1249) mit detaillierten Datums- und Stärkenangaben. Zusammen mit dem zeitgleich auf Latein geschriebenen Brief des königlichen Großkämmerers Jean de Beaumont kann dieser Bericht als korrigierende Ergänzung zu der weitaus später verfassten Königsvita des Jean de Joinville, in der Sarrasin selbst mehrfach Erwähnung fand, herangezogen werden.

## Wachstafeln

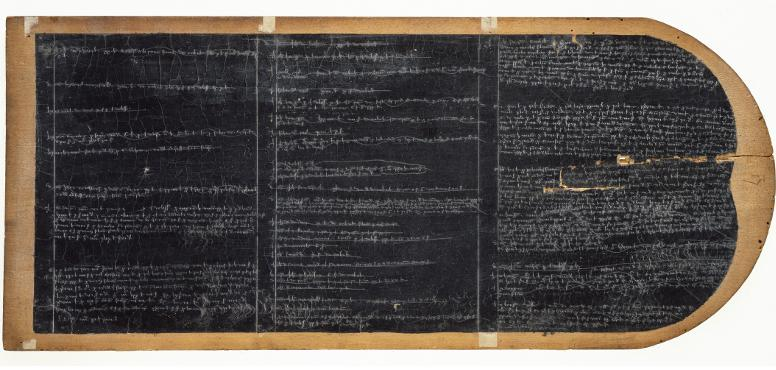
Jean Sarrasins Wachstäfelchen, Archives nationales, AE/II/258

Wachstafeln, die bereits in der Antike in allgemeinem Gebrauch waren, fanden bis zum 14. Jahrhundert Anwendung. Sie enthielten alles, was vergänglich war, einschließlich von Kontenentwürfen, bevor sie in endgültige Aufzeichnungen auf Pergament kopiert wurden. Auch die in den Archives nationales de France aufbewahrten vierzehn Tafeln (26 mit Wachs bedeckte Seiten, die erste und die letzte Seite bilden den Einband) waren nicht für die Aufbewahrung vorgesehen, da die dort eingetragenen Abrechnungen gestrichen (zerkratzt) sind, was beweist, dass  sie anderswohin kopiert wurden. Es ist also Zufall, dass sie erhalten blieben. Sie werden 1750 in einem Inventar des Trésor de Chartes, den alten Archiven der Krone, erwähnt.